# Elaphoglossum novoguineense
Elaphoglossum novoguineense är en träjonväxtart som beskrevs av Eduard Rosenstock. Elaphoglossum novoguineense ingår i släktet Elaphoglossum och familjen Dryopteridaceae. Inga underarter finns listade.